# Heinz Beham

Heinz Beham (2001)

Heinz Beham (* 1. Februar 1926 in Passau; † 9. März 2010 in Passau) war ein deutscher Lebensmitteleinzelhändler und Kaffeeröster. Er war 1953 bis 1973 leitender Trainer des Passauer Rudervereins, dessen Athleten mehrfach nationale und internationale Siege errangen.

## Leben
Heinz Beham besuchte in Passau die Oberrealschule und absolvierte eine Ausbildung zum Einzelhandelskaufmann. Von 20. April 1944 bis 24. Juli 1945 (Entlassung aus amerikanischer Gefangenschaft) leistete er Militärdienst in geringem Rang.
Am 12. September 1964 übernahm Heinz Beham den Lebensmittelgroß- und -einzelhandel sowie die zugehörige Kaffeerösterei der Firma Beham & Sohn von seinem Vater Josef Beham. 1981 stellte er den Ladenbetrieb ein. Die Kaffeerösterei, die seit 1924 betrieben wurde, seit 1961 mittels einer gasbefeuerten Röstmaschine, führte er bis 2009 fort. 
Am 18. November 1954 heiratete Heinz Beham Wilhelmine Stangl. Als Helma Beham führte sie gemeinsam mit Heinz Beham das Lebensmittelgeschäft in Passau. Er war befreundet mit dem Rudertrainer Karl Adam, mit dem er in der Trainingspraxis statistische Erhebungen und technische Versuche durchführte. Als Trainer der Damenmannschaft des Deutschen Ruderverbands führte er 1966 den Doppelzweier zu Silber bei den Europameisterschaften. Unter seiner Führung errangen Athleten des Passauer Rudervereins 1874 e. V. bei deutschen Meisterschaften, Länderkämpfen, Europameisterschaften, Weltmeisterschaften und drei Olympiaden (1964 Tokio, 1968 Mexiko-Stadt und 1972 München) insgesamt 355 Regatta-Siege. Insbesondere der von Beham trainierte mehrfach erfolgreiche Passauer Achter war neben dem Achter des Ratzeburger Ruderclubs bedeutsam.
Zeitweise war Beham auch Übungsleiter und Zeugwart beim Ski-Club Passau e. V.

## Ehrungen
- Goldene Ehrennadel des Deutschen Ruderverbands
- Ehrenmitglied des Passauer Rudervereins 1874 e. V.
- 2002: Sportehrenbrief der Stadt Passau[2]